# Tegelviken, Motala
Tegelviken är ett område i Motala i Östergötland. Området ligger inom stadsdelen Motala Väster.
Området utgörs av tvåvånings loftgångshus norr om Tegelviksvägen, medan bebyggelsen söder om vägen främst utgörs av fristående hus och radhus. Vid Tegelviken, en vik av Vättern, finns en stor småbåtshamn.